# 如果种子不死
《如果麥子不死》（Si le grain ne meurt）是法国作家安德烈·纪德的自传，出版于1924年。该书从纪德从小在巴黎的生活讲起，一直写到1895年与表姐玛德莱娜·隆多订婚。
这本书分为两部分。第一部分，作者讲述了他的童年记忆：他的私人家庭教师、在阿尔萨斯学校读书的时光、他的家人，与皮埃尔·卢斯（Pierre Louÿs）的友谊，以及他在写作方面的首次努力。 书的标题《如果麥子不死》，取自于《约翰福音》12章24–25节
第二部分短得多，讲述了他在阿尔及利亚之旅中，发现自己是同性恋的经历，其中一部分是与爱尔兰作家奥斯卡·王尔德在一起。在本书出版之时，该书的某些部分对同性恋的描述，以及对纪德放荡的详细描述，震惊了公众。
1938年妻子去世后不久，纪德在另一本自传《遣悲怀》（Et nunc manet in te）中叙述了与玛德莱娜的婚姻生活的全部失败。该传记于1951年出版。